# Ват Махатхат
Ват Махатхат (Тай.วัดมหาธาตุ พระนครศรีอยุธยา) — відомий буддійський храм в Аютаї, Таїланд.
Храм відомий скульптурою голови Будди, яка обплутана корінням дерева.

## Історія
Будівництво храму було розпочато архітектором Махатхера Тхаммаканлаян за часів короля Боромарачі I в 1374 році, а закінчено було тільки за часів правління короля Рамесуане у 1390 році. За королівства Сонгтаме головний пранг зруйнувався. Його відновили за короля Прасатхонге і тоді зробили пранг значно вище. Ват Махатхат був відремонтований знову за короля Боромакоте, коли до головного Прангу добудували чотири відкритих галереї.
Ват Махатхат був найбільшим у місті храмом, королівським святилищем.
У 1767 році, коли Аюттхая була зруйнована бірманцями, цей храм був спалений і з тих часів залишається в такому ж стані. Ват Махатхат був королівським монастирем і служив резиденцією глави Сангхи — Товариства буддистських ченців Камавасі з початку будівництва.

## Голова Будди

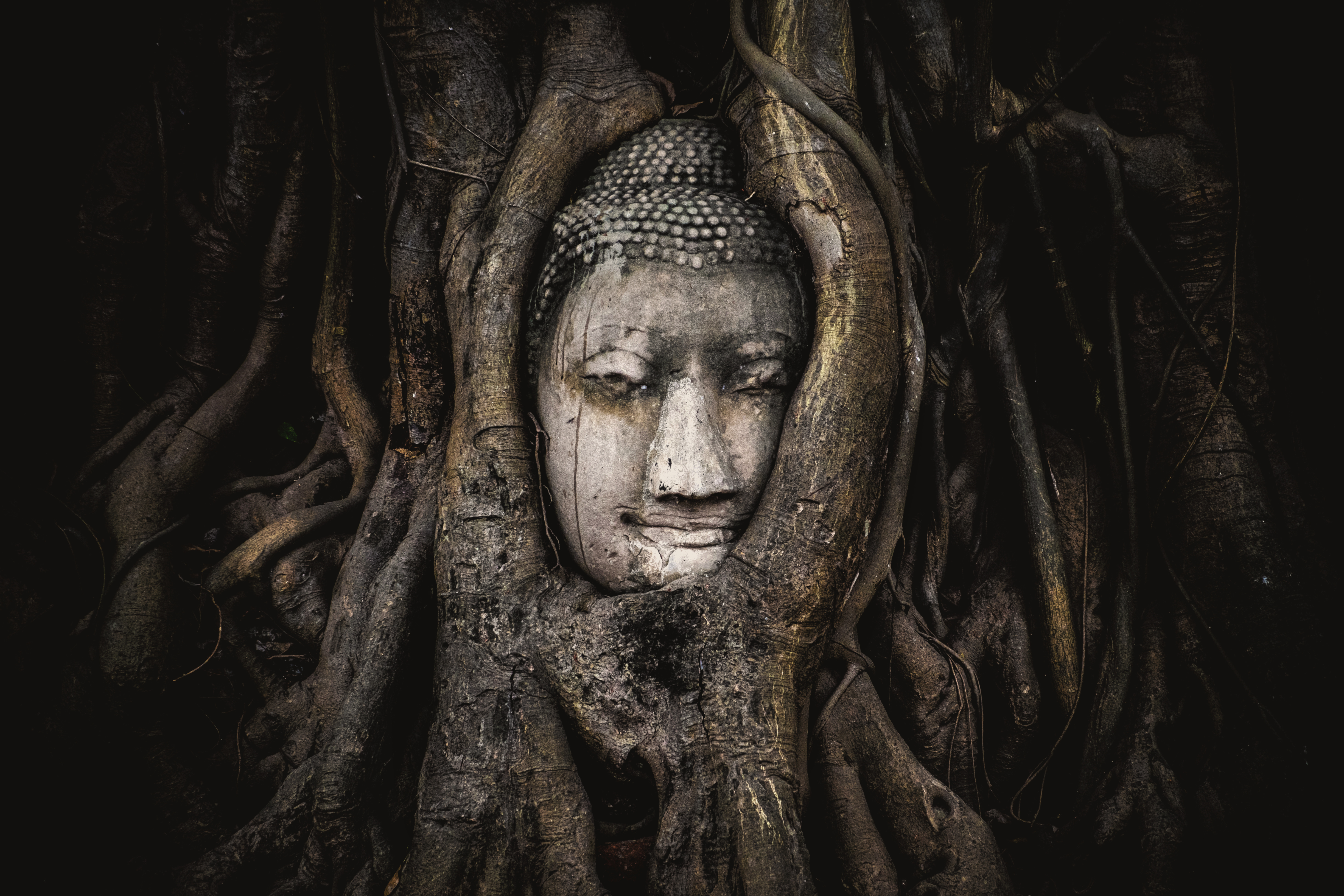
Голова Будди

Документальні історичні згадки про голову Будди в корінні дерева відсутні, але існує припущення, що коли Аюттхая була захоплена бірманською армією в 1767, храм Ват Махатхат був повністю зруйнований і більшість статуй були розбиті і повалені на землю. Храм був покинутим протягом понад ста років і на місці, де лежала голова виросло дерево, коріння якого витягнули її назовні.

Ця голова Будди в корінні дерева зараз фактично є символом Аюттхайя.